# Česká
Česká – wieś i gmina w Czechach, w powiecie Brno, w kraju południowomorawskim. Według danych z dnia 1 stycznia 2014 liczyła 982 mieszkańców.
W miejscowości jest przystanek kolejowy Česká.